# Новопортовский мерзлотник
Новопортовский мерзлотник — хранилище свежемороженой рыбы в селе Новый Порт, полуостров Ямал, Россия. Подземное сооружение в многолетних мёрзлых породах обеспечивает круглогодичную минусовую температуру. Самое большое в мире сооружение подобного типа, построенное вручную, без применения тяжёлой техники, расположено на берегу бухты Новый Порт (Обская губа), в центре одноимённого села. Наблюдение и контроль за мерзлотником осуществляет муниципальное предприятие «Новопортовский рыбозавод». 

## История
В 1930 году Ямальской рыбопромысловой экспедицией была научно обоснована целесообразность промышленного вылова осетровых и других ценных пород рыбы в районе бухты Новый Порт. Это послужило толчком для основания Новопортовского рыбозавода. К 1940 году флот рыбозавода насчитывал до шестидесяти рыболовецких судов, ведущих промысел в акватории Обской губы и на выходе из неё.
Поскольку лов осетровых производится в зимние месяцы, остро встал вопрос о необходимости сохранения улова до периода летней навигации, когда продукция может быть переправлена на большую землю. Хранение ценных пород рыбы в наземных складах не могло обеспечить должной сохранности и качества готового продукта. В 1950 году было принято решение о сооружении единого оборудованного хранилища для приёма, сортировки и сохранения улова Новопортовского рыбозавода.
После первой неудачной попытки проектирование и строительство «вечномерзлотного холодильника» поручили Густаву Юльевичу Бекману, ссыльно-эвакуированному из Ленинграда. На Новопортовском рыбозаводе Г. Ю. Бекман был с 1942 года рыбаком, затем техником-нормировщиком; впоследствии стал главным инженером завода, проработав на нём в общей сложности 25 лет.
Техническим заданием было предусмотрено, что подошва камер хранилища должна располагаться в 12 метрах ниже уровня земли, входы же — в двух метрах выше уровня максимального подъёма воды в бухте. Берег в местах расположения входных тамбуров укреплялся 15-метровыми деревянными сваями.
Проходка подземных коридоров осуществлялась вручную кайлом, в основном, силами репрессированного населения — спецпереселенцев и ссыльно-эвакуированных. Трудились в две смены, ночную и дневную; породу на санках вывозили женщины. Штольни сначала пробивали вглубь, далее расширяли до проектного объёма; после этого создавали камеры. В 1956 году сооружение было введено в эксплуатацию, но строительство ответвлений продолжалось до 1960 года.
До настоящего времени Новопортовский мерзлотник используется рыбозаводом по прямому назначению, хотя в XXI веке из-за существенного снижения улова заполняется лишь частично. Он ни разу не подвергался ремонту и реконструкции, оставаясь в первоначальном виде. В 2007 году сооружение было взято под государственную охрану как памятник культуры регионального значения. С 2019 года проводится реставрация Новопортовского мерзлотника; растёт туристический интерес к уникальному промышленному объекту.

## Архитектура
Новопротовский мерзлотник состоит из трёх штолен длиной от 100 до 140 метров, протяжённых параллельно берегу по направлению с юго-востока на северо-запад и соёдинённых между собой множеством проходов и коридоров общей длиной более километра. Ширина центральной штольни — 5 метров, боковых — по 3 метра. Уровень пола находится на 12-13 метров ниже уровня земли. Между штольнями располагаются отсеки для хранения продукции, общим числом более двухсот. Площадь мерзлотника — около семидесяти соток, эффективный объём помещений — 3200 кубических метров. Хранилище вмещает до 1750 тонн рыбы.
От трёх порталов в основные объёмы холодильника ведут наклонные ходы. В настоящее время используется южный выход, оборудованный электрическим ленточным транспортёром для рыбы, доходящим до причала. Центральный выход является запасным, он открывается раз в год, во время заморозки. Северный выход был замурован в связи с оползнем, грозящим прорывом вод Обской губы в помещения мерзлотника. Оборудовано также шесть вентиляционных шахт.
На поверхности земли над мерзлотником расположено здание управления Новопортовского рыбозавода, два жилых дома, дорога, теплотрасса.
Сейчас в штольни проведено электрическое освещение, в первые годы эксплуатации рабочие вешали на крюках керосиновые лампы. Своеобразным украшением входного туннеля стала мозаика из вмороженных в стену монет.

## Эксплуатация
Хранение свежемороженной рыбы в Новопортовском мерзлотнике осуществляется в течение полугода — с зимы до лета при температуре 10 — 17 градусов мороза. Перед началом зимнего лова мерзлотник промораживается путём открытия всех выходов и вентиляционных отдушин. Со стен соскребают наросший за сезон снег и иней — это позволяет избавиться от запахов. Потом стены обливают водой с целью создания защитной ледяной корки, помогающей сохранить холод.
В январе — апреле мерзлотник загружается выловленной рыбой. Перед тем, как рыба попадает на транспортёр, её моют, сортируют и замораживают.
После окончания ледохода по Оби улов отправляется на рефрижераторных судах вверх на рыбокомбинат Салехарда.

## Комментарии
1. ↑  Большие подземные погреба в мерзлотном грунте для хранения скоропортящихся продуктов достаточно традиционны для русского Крайнего севера. Известны мерзлотники в Гыде, Тазовском, Ямбурге. Крупный мерзлотник в Салехарде, построенный русскими купцами в XIX веке, в настоящее время утрачен.
2. ↑  Здесь ведётся промысел осетра, муксуна, нельмы, ряпушки, ранее также добывалась белуха.
3. ↑  то есть этническому немцу, сосланному в тыл после начала войны между СССР и Германским рейхом